# Två frontkamrater
Två frontkamrater (ryska: Два бойца) är en sovjetisk film från 1943 regisserad av Leonid Lukov efter kortromanen "Mina landsmän" av Lev Slavin. 
Filmen utspelar sig under andra världskriget vid Leningradfronten och handlar om vänskapen mellan två soldater – lustigkurren från Odessa Arkadij Dzjubin och Sasja Svintsov.
Filmen blev snart mycket populär i Sovjetunionen liksom sångerna "Mörka natten" och "Båtar fulla av multar" som sjöngs av Mark Bernes. Sedermera använde Anders Banke låten "Mörka natten" i sin film Frostbiten (2006).

## Rollista
- Mark Bernes – Dzjubin
- Boris Andreev – Svintsov
- Vera Sjersjneva – Tasia
- Lavrentij Masoha – Okulita
- Stepan Krylov – major Rudoj
- Ivan Kuznetsov – Galanin
- Janina Zjejmo – sjuksköterska
- Maksim Sjtrauch – professor